# Péristyle de Valois
La péristyle de Valois est une voie située dans le 1er arrondissement de Paris, en France.